# Пецилопсеттовые
Пецилопсеттовые, или крупноглазые камбалы (лат. Poecilopsettidae), — семейство донных лучепёрых рыб из отряда камбалообразных (Pleuronectiformes). Распространены в Индо-Тихоокеанской области и северо-западе Атлантического океана. Максимальная длина представителей семейства разных видов варьирует от 9 до 19 см.

## Описание
Тело удлинённое или овальной формы, сильно сжато с боков, покрыто чешуёй на обеих сторонах. Глаза большие, их диаметр превышает длину рыла. Рот маленький, конечный. Мелкие зубы на обеих челюстях расположены узкими полосами; размеры и форма зубов сходные на обеих челюстях. Глаза расположены на правой стороне тела (левосторонние особи встречаются редко). В плавниках нет колючих лучей. Длинный спинной плавник начинается над глазами. Брюшные плавники почти симметричные, на глазной стороне несколько выдвинуты вперёд, не соединяются с анальным плавником. Грудные плавники на слепой стороне равны по длине или несколько короче плавников на глазной стороне. Боковая линия на глазной стороне делает резкий изгиб над грудными плавниками, на слепой стороне рудиментарная или отсутствует. Позвонков 36—43. Глазная сторона разнообразной окраски, с пятнами и точками или без них. Слепая сторона беловатая.
Морские донные рыбы, обитают на глубине от 60 до 500 м, Poecilopsetta  colorata встречается на глубине до 880 м. Питаются донными организмами.

## Классификация
Ранее рассматривалось в ранге подсемейства в составе семейства Pleuronectidae. Повышено до ранга семейства.
В составе семейства выделяют 3 рода и 20 видов:
- Marleyella Fowler, 1925 — Марлейеллы
- Nematops Günther, 1880 — Нематопсы
- Poecilopsetta Günther, 1880 — Пецилопсетты, или камбалы-пецилопсетты